# Chamaecrista nictitans
Chamaecrista nictitans là một loài thực vật có hoa trong họ Đậu. Loài này được (L.) Moench miêu tả khoa học đầu tiên.

## Hình ảnh

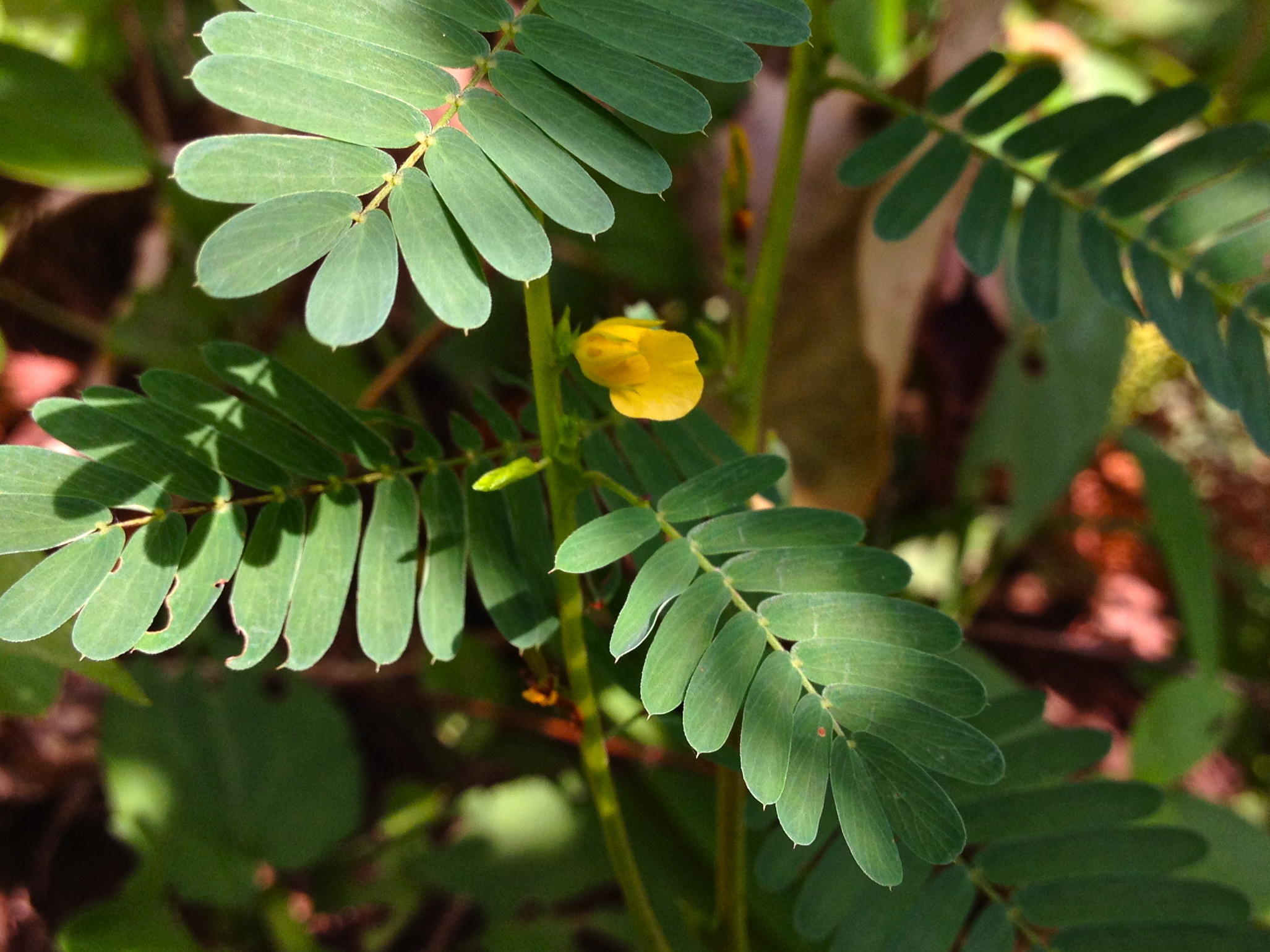
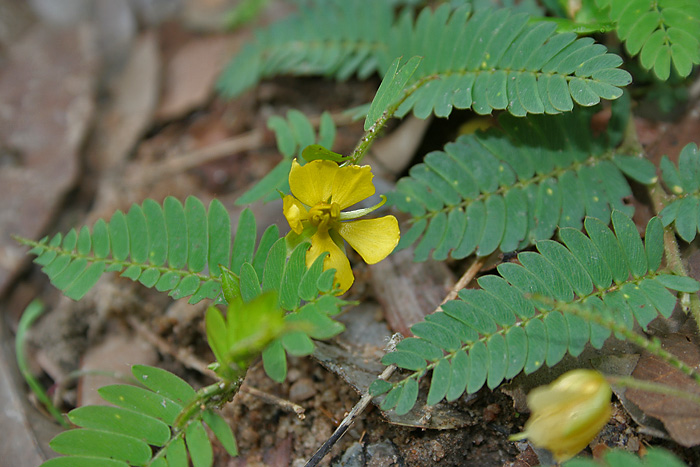
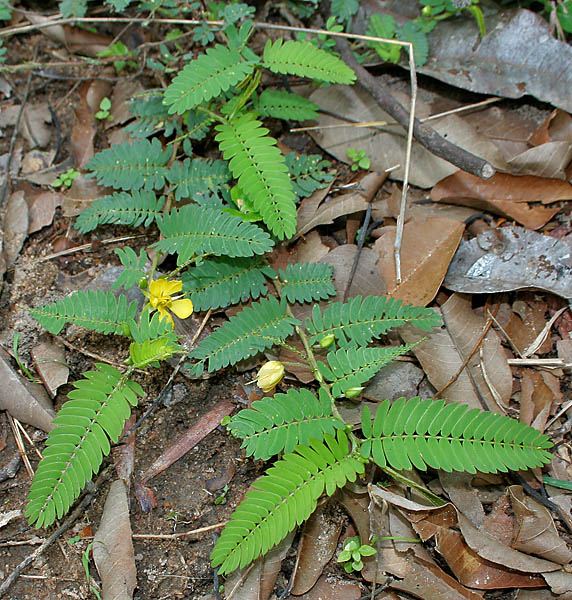
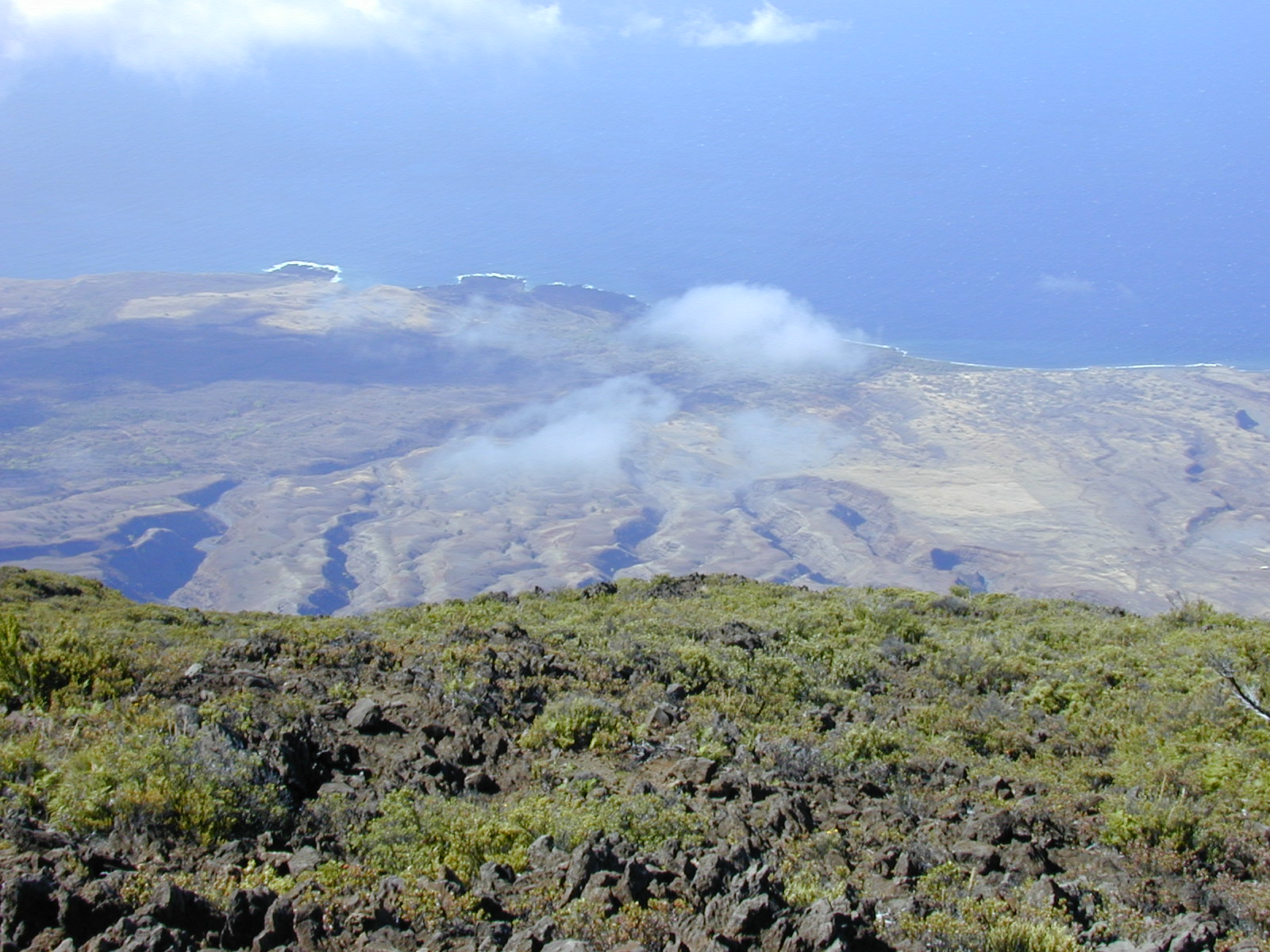